# Dublin Bugt
Dublin Bugt (engelsk: Dublin Bay, irsk: Cuan Bhaile Átha Cliath) er en deltaformet vig i det Irske Hav ud for Irlands østkyst.
53°20′N 6°07′V / 53.333°N 6.117°V
Bugten er cirka 10 km i nord-syd-retning samt omkring 7 km lang fra spidsen i Dublin by og strækker sig fra Howth Head i nord til Dalkey Point ved Dún Laoghaire i syd. Den kunstige ø Bull Island befinder sig i den nordvestlige del af bugten og har en 5 km lang sandstrand, Dollymount Strand, der udgør det forreste af et internationalt anerkendt vildfuglereservat. Dublin Bugt er det område af det Irske Hav, hvori floderne Liffey, Dodder og Tolka udmunder.
Dublin med forstæder omgiver næsten fuldstændigt bugten på tre af dens sider (vest, nord og syd), mens resten af det Irske Hav støder til mod øst. Dublin, hvis navn betyder "sorte bredning" og har det irske navn "Baile Átha Cliath", der betyder "byen omkring vadestedet ved vidjerne", blev grundlagt af nordmænd på et sted, hvor de med en primitiv bro kunne passere Liffey noget fra dens munding. Senere blev det muligt at opføre broer tættere ved flodmundingen samtidig med, at man blev i stand til at dræne det sumpede strandområde. Efterhånden udvidedes byen langs flodbreden til selve kysten og op og ned langs denne i nord-sydlig retning.
Dublin Bugt er relativt lavvandet og omfatter adskillige sandbanker og klipper på bunden, og disse har i tidens løb betydet talrige grundstødninger og havarier, især når vinden var i øst. Mange skibe og menneskeliv er gået tabt i den forbindelse, ofte blot omkring en kilometer fra kysten ved henholdsvis Howth og Dún Laoghaire. Endvidere blev under 1. verdenskrig damperen RMS Leinster sænket af en tysk ubåd, hvorved mere end 500 mennesker omkom. Skibet ligger nu på 33 m vand i bugten.
I 1972 blev det foreslået at opføre et olieraffinaderi i Dublin Bugt. Forslaget stødte imidlertid på så stor modstand fra miljøforkæmpere, at det endte med ikke at blive vedtaget. I 2002 blev det foreslået at indvinde 210.000 m² af bugten til brug for Dublin Havn, men også dette mødte stor modstand. Andre forslag om etableringen af gigantiske undersøiske gastanke og indvinding af en næsten fuldendt lagune for at opføre en forlystelsespark er heller ikke blevet gennemført.